# بعشيقة
بعشيقة (بالكردية: بەعشیقە Başîqa)‏ (بالسريانية: ܒܥܫܝܩܐ)‏  هي ناحية تابعة لقضاء الموصل بمحافظة نينوى شمال العراق، مساحتها 497 كيلومتراً مربعاً، تقع شمال شرق مدينة الموصل على بعد 12 كم منها في سهل نينوى، وتعتبر من مناطق الزراعية وتنتج عدة محاصيل مثل الزيتون. حسب إحصائيات عام 2021 حوالي 85٪ من السكان يزيديون، أما الـ 15٪ المتبقية فتتضمن حوالي 300 عائلة سريانية أرثوذكسية و 90 عائلة سريانية كاثوليكية. أما سكان القرى المحيطة بمركز الناحية من الشبك وهناك 17 قرية عربية و6 قرى يزيدية وقرية واحدة من التركمان.
معظم سكان البلدة يتكلمون اللغة العربية بالإضافة إلى السريانية والكردية والتركمانية.
كانت المنطقة الحضرية في بعشيقة وبحزاني تحوي على ثالث أكبر عدد من اليزيديين في العراق قبل مجزرة سنجار. بينما تحتوي بحزاني على مبانٍ قديمة مع العديد من المواقع القديمة، فإن بعشيقة تتكون من بنية تحتية وهندسة معمارية أحدث. بين عامي 2014 و 2016 ، دمر تنظيم الدولة الإسلامية (داعش) 22 ضريحًا يزيديًا كانت توجود في بعشيقة وبحزاني.

## أعلام
- نارين شامو
- نغم نوزات
- دعاء خليل أسود